# Acaenitellus punctatus
Acaenitellus punctatus är en stekelart som beskrevs av Gupta 1988. Acaenitellus punctatus ingår i släktet Acaenitellus och familjen brokparasitsteklar. Inga underarter finns listade i Catalogue of Life.